# Fendt 700 Vario
Fendt 700 Vario ist eine Traktorbaureihe der Allis-Gleaner Corporation (AGCO), die 1997 die Maschinen- und Schlepperfabrik Xaver Fendt & Co. in Marktoberdorf übernahm und die Marke Fendt weiterführt. Seit der Vorstellung des ersten 700-Vario-Modells im Jahr 1998 erschienen sieben Generationen der Baureihe. Der 700 Vario ist nach Angaben des Herstellers der meistverkaufte Traktor des Unternehmens.

## Baureihe
Die Baureihe Fendt 700 Vario ist über den Baureihen 200 Vario, 300 Vario und 500 Vario angesiedelt. Größere Fendt-Baureihen sind 800 Vario bis 1100 Vario MT.
Jede Generation der Baureihe umfasst vier bis sechs verschiedene Modelle, die sich vor allem in der Motorleistung unterscheiden. Stand 2022 wurden die Modelle 700 Vario der 6. Generation und 700 Vario der 7. Generation produziert.
Mit der 6. Generation wurde 2020 die FendtOne-Bedienung vorgestellt, die unter anderem aus einem Fahrhebel mit zusätzlichem Bedienfeld für den Daumen besteht. Als Reaktion auf die globale Nachfrage wurden die verfügbaren Spurweiten der Traktormodelle angepasst.
Das 1998 mit der Einführung der ersten 700-Vario-Generation vorgestellte Bediensystem Variotronic wurde international ausgezeichnet.

## Generationen und Modelle
| Generation     | Erscheinungsjahr | Modelle                                                                    | Leistungsbereich      | Besonderheiten                                                                                               |
| -------------- | ---------------- | -------------------------------------------------------------------------- | --------------------- | --- |
| 700 Vario Gen1 | 1999             | Favorit 711 Vario Favorit 712 Vario Favorit 714 Vario Favorit 716 Vario    | 116–160 PS            | Auszeichnung für Variotronic Bediensystem                                                                    |
| 700 Vario Gen2 | 2003             | Favorit 711 Vario Favorit 712 Vario Favorit 714 Vario Favorit 716 Vario    | 85–118 kW 115–160 PS  | Einführung Traktor-Management-System Vario (TMS)                                                             |
| 700 Vario Gen3 | 2006             | 712 Vario 714 Vario 716 Vario 718 Vario                                    | 85–121 kW 115–165 PS  | Integration eines neuen Motors Einführung 718 Vario                                                          |
| 700 Vario Gen4 | 2011             | 720 Vario 722 Vario 724 Vario                                              | 136–162 kW 185–220 PS | Einführung VisioPlus-Kabine Einführung Fendt Effective Technology (FET)                                      |
| 700 Vario Gen5 | 2014             | 714 Vario 716 Vaio 718 Vario 720 Vario 722 Vario 724 Vario                 | 106–174 kW 144–237 PS | Druckluftbasiertes Bremssystem als Standard                                                                  |
| 700 Vario Gen6 | 2020             | 714 Vario 716 Vario 718 Vario 720 Vario 722 Vario 724 Vario                | 106–174 kW 144–237 PS | Einführung FendtONE Bedienung                                                                                |
| 700 Vario Gen7 | 2022             | 720 Vario Gen7 722 Vario Gen7 724 Vario Gen7 726 Vario Gen7 728 Vario Gen7 | 149–221 kW 203–303 PS | Neuer AGCO-Power-Motor Optionale Spurweite 60 Zoll FendtONE onboard und offboard Geschwindigkeit bis 60 km/h |

## Die siebte Generation
Die Baureihe der siebten Generation umfasst fünf Modelle (720, 722, 724, 726 und 728 Vario) mit einem Leistungsbereich von 149 bis 208 kW (203 bis 303 PS). Optisch und technisch wurden die neuen Modelle überarbeitet. Erstmals wurde kein Deutz-Motor eingebaut, sondern ein Sechszylindermotor von AGCO Power mit 7,5 Liter Hubraum und 1220 Nm. Auch Lüfter, Getriebe und Antrieb wurden bei den Gen7-Modellen erneuert. So erhielten die neuen 700-Vario-Modelle den Fendt-VarioDrive-Antrieb aus der 1000-Vario-Baureihe für die automatische Schaltung der Fahrbereiche.
Eine Neuerung ist die kompakte Kühleinheit mit dem sogenannten Concentric Air System (CAS). Die schlanke Bauweise ermöglicht einen großen Lenkeinschlag und macht den Fendt 700 Vario Gen7 wendiger. Alle Modelle verfügen über integrierte Hauben- und Heckkameras und das integrierte Sicherheitskonzept Fendt Stability Control, das Seitenneigung und Wankbewegungen auch bei schweren Transporten reduziert. Dazu kommt noch die integrierte Reifendruckregelanlage VarioGrip.